# متحف هيبون
يقع متحف هيبون بمدينة عنابة الجزائرية قرب كنيسة القديس اغوستان الرومانية ويحتوي هذا المتحف على العديد من الاثار العريقة التاريخية المهمة.
انشاؤه سنة 1950 وافتتح للعامة سنة 1968 بمساحة تقدر ب 1794 متر مربع.
يضم 3 قاعات للعرض بمساحة 672 متر مربع وقاعتين للاثار المحمية مع مخبر بالاضاف إلى مكتبة تضم أكثر من 3300 كتاب و 640 عنوان منها النادرة والفريدة وقاعة للمطالعة

## المميزات
يعد هذا المتحف من أهم المعالم الأثرية والتاريخية في مدينة عنابة، وتميز هذا المتحف باحتوائه على الكثير من الآثار التاريخية القديمة؛ كالأواني الفضية والنحاسية وغيرها من الآثار.